# Società Ginnastica Sampierdarenese 1920-1921
Questa pagina raccoglie i dati riguardanti la Società Ginnastica Sampierdarenese nelle competizioni ufficiali della stagione 1920-1921.

## Stagione
La società si rinforzò con gli acquisti dell'attaccante Pietro Scevola e il difensore Sebastiano Ramasso.
Terminò la stagione al quinto posto con 7 vittorie, 2 pareggi e 5 gare perse in 14 incontri, con 17 reti fatte e 15 subite.

## Divise
| Prima divisa |

## Organigramma societario
Area direttiva
- Presidente: Enrico De Amicis

Area tecnica
- Allenatore: Commissione Tecnica

## Rosa
| N. |                   | Ruolo | Calciatore                    |
| -- | ----------------- | ----- | ----------------------------- |
|    | Italia (bandiera) | P     | Enrico Carzino (I)            |
|    | Italia (bandiera) | P     | Corrado Boldrini (I)          |
|    | Italia (bandiera) | D     | Sebastiano Ramasso (capitano) |
|    | Italia (bandiera) | D     | Arturo Michelini              |
|    | Italia (bandiera) | C     | Renato Boldrini (II)          |
|    | Italia (bandiera) | C     | Ercole Carzino (II)           |
|    | Italia (bandiera) | C     | Italo Masoni                  |
|    | Italia (bandiera) | A     | Carlo Pittaluga               |
|    | Italia (bandiera) | A     | Corrado Boldrini (I)          |
|    | Italia (bandiera) | A     | Augusto Guagnino              |

| N. |                   | Ruolo | Calciatore             |
| -- | ----------------- | ----- | ---------------------- |
|    | Italia (bandiera) | A     | Mario Giacomo Aloisi   |
|    | Italia (bandiera) | A     | Agostino Casanova      |
|    | Italia (bandiera) | A     | Luigi Dapelo           |
|    | Italia (bandiera) | A     | Antonio Frugoni (II)   |
|    | Italia (bandiera) | A     | Bartolomeo Frugoni (I) |
|    | Italia (bandiera) | A     | Giacomo Mura           |
|    | Italia (bandiera) | A     | Pietro Scevola         |
|    | Italia (bandiera) | A     | Amedeo Storace         |
|    | Italia (bandiera) | A     | Giuseppe Marchisotti   |

## Calciomercato
| Acquisti | Acquisti             | Acquisti    | Acquisti   |
| R.       | Nome                 | da          | Modalità   |
| -------- | -------------------- | ----------- | ---------- |
| D        | Sebastiano Ramasso   | S.C. Genova | definitivo |
| C        | Italo Masoni         | ?           |            |
| A        | Mario Giacomo Aloisi | Sestrese    | definitivo |

| Cessioni | Cessioni             | Cessioni      | Cessioni   |
| R.       | Nome                 | da            | Modalità   |
| -------- | -------------------- | ------------- | ---------- |
| D        | Delfo Bellini        | ?             |            |
| A        | Biguzzoli            | ?             |            |
| D        | Luigi Bussalino      | Corniglianese | definitivo |
| A        | Pierino Castelli     | ?             |            |
| A        | Sirio Castelli       | ?             |            |
| D        | Armando Cereseto     | Genoa         | definitivo |
| A        | Augusto Guadagni     | ?             |            |
| A        | Guardini             | ?             |            |
| A        | Luigi Incontri       | ?             |            |
| D        | Salvatore Profumo    | Genoa         | definitivo |
| A        | Armando Molinari     | Fine carriera | definitivo |
| A        | Ettore Siegrist      | Rivarolese    | definitivo |
| A        | Beniamino Massarello | ?             |            |
| A        | Luigi Pezzuto        | ?             |            |
| A        | Annibale Riva        | ?             |            |
| A        | Carlo Rodiani        | ?             |            |
| A        | Giuseppe Rolla       | ?             |            |

## Risultati

### Prima Categoria

#### Girone ligure

##### Girone di andata
| Arbitro: | Tradico (Milano) |

|  |           |          |
|  | Marcatori | 77’ Mura |

| Arbitro: | Dani (Genova) |

|               |           |                                                     |
| Frugoni II 7’ | Marcatori | 2’, 43’ Chiominato 18’ Ghiglione 23’ (rig.) Passano |

| Arbitro: | Galletti (Genova) |

|  |           |          |
|  | Marcatori | 66’ Mura |

| Arbitro: | Terzolo (Genova) |

|                            |           |             |
| Guagnino 44’ Pittaluga 54’ | Marcatori | 36’ Repetto |

| Arbitro: | Galletti (Genova) |

|                             |           |  |
| Calzolari II 47’ Lodola 89’ | Marcatori |  |

| Arbitro: | Galletti (Genova) |

|              |           |                                                 |
| Barzaghi 53’ | Marcatori | 15’ Guagnino 60’ Pittaluga 78’ Scevola 83’ Mura |

| Arbitro: | Bortoletti (Venezia) |

|                         |           |  |
| Storace II 42’ Mura 65’ | Marcatori |  |

##### Girone di ritorno
| Arbitro: | Grossi (Milano) |

|             |           |  |
| Scevola 67’ | Marcatori |  |

| Arbitro: | Terzolo (Genova) |

|              |           |  |
| Burlando 83’ | Marcatori |  |

| Arbitro: | Grossi (Milano) |

|  |           |                          |
|  | Marcatori | 69’ De Vecchi 88’ Scotti |

| Arbitro: | Trezzi (Milano) |

|             |           |                    |
| Bussich 15’ | Marcatori | 47’ (rig.) Ramasso |

| Arbitro: | Crivelli (Milano) |

|  |           |              |
|  | Marcatori | 34’ Gallotti |

| Sampierdarena 20 marzo 1921 13ª giornata | Sampierdarenese | 2 – 0 A tav. | Rivarolese |  |

| Arbitro: | Fries (Milano) |

|                          |           |                  |
| Cuttin 41’ Ghigliano 64’ | Marcatori | 49’, 86’ Scevola |

## Statistiche

### Statistiche di squadra
| Competizione                    | Punti | In casa | In casa | In casa | In casa | In casa | In casa | In trasferta | In trasferta | In trasferta | In trasferta | In trasferta | In trasferta | Totale | Totale | Totale | Totale | Totale | Totale | DR |
| Competizione                    | Punti | G       | V       | N       | P       | Gf      | Gs      | G            | V            | N            | P            | Gf           | Gs           | G      | V      | N      | P      | Gf     | Gs     | DR |
| ------------------------------- | ----- | ------- | ------- | ------- | ------- | ------- | ------- | ------------ | ------------ | ------------ | ------------ | ------------ | ------------ | ------ | ------ | ------ | ------ | ------ | ------ | -- |
| Prima Categoria - girone ligure | 16    | 7       | 4       | 0       | 3       | 8       | 8       | 7            | 3            | 2            | 2            | 9            | 7            | 14     | 7      | 2      | 5      | 17     | 15     | +2 |

### Statistiche dei giocatori
Fonte:
| Giocatore      | Prima Categoria | Prima Categoria |
| Giocatore      | Presenze        | Reti            |
| -------------- | --------------- | --------------- |
| M.G. Aloisi    | 3               | 0               |
| C. Boldrini I  | 0               | -0              |
| R. Boldrini II | 13              | 0               |
| En. Carzino I  | 13              | -15             |
| Er. Carzino II | 13              | 0               |
| A. Casanova    | 2               | 0               |
| L. Dapelo      | 1               | 0               |
| L. Derchi      | 1               | 0               |
| A. Frugoni II  | 2               | 1               |
| B. Frugoni I   | 3               | 0               |
| A. Guagnino    | 10              | 2               |
| I. Masoni      | 13              | 0               |
| A. Michelini   | 12              | 0               |
| G. Mura        | 13              | 4               |
| C. Pittaluga   | 7               | 2               |
| S. Ramasso     | 13              | 1               |
| P. Scevola     | 12              | 4               |
| A. Storace II  | 10              | 1               |